# Liste der Gouverneure von Buenos Aires

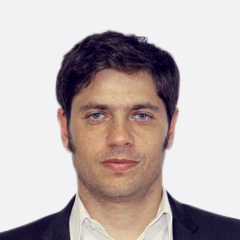
Axel Kicillof, derzeitiger Gouverneur von Buenos Aires

Dies ist eine Liste der Gouverneure von Buenos Aires.
Die Gouverneure der Provinzen Argentiniens leiten die jeweiligen Exekutiven.
Das Amt des Gouverneurs von Buenos Aires wurde 1812, nach der Unabhängigkeitserklärung der spanischen Kolonie Argentinien eingerichtet und wird bis heute vertreten. Dieser wird für eine Amtsperiode gewählt, die vier Jahre dauert. Seit 1854 waltet auch ein Vizegouverneur der Provinz Buenos Aires seines Amtes. In demokratischen Perioden wird das Amt gewählt, während der Diktatur wurde sie von der Bundesexekutive eingesetzt. Der Artikel 6 der argentinischen Verfassung sieht bei  Konfliktsituation in einer oder mehreren Provinzen im Falle einer externen Invasion, Invasion einer anderen Provinz die Intervención federal (föderale Intervention) also die Entlassung und Neubestellung von Behörden und ihrer Leiter vor.

## Liste der Gouverneure von Buenos Aires
- Miguel de Azcuénaga (13. Januar 1812 – 10. Februar 1813) (provisorisch)
- Antonio González Balcarce (14. Februar 1813 – 16. April 1815)
- Cabildo de Buenos Aires (16. Februar 1815 – 19. Mai 1815) (interim)
- Manuel Luis de Oliden (19. Mai 1815 – 8. Juni 1818)
- José Rondeau (8. Juni 1818 – 30. Juli 1818)
- Juan Ramón Balcarce (30. Juli 1818 – 12. November 1818)
- Eustoquio Díaz Vélez (13. November 1818 – 16. März 1819) (interim)
- Juan Ramón Balcarce (17. März 1819 – 9. Februar 1820)
- Matías Miguel de Irigoyen (Matías de Irigoyen; 9. Februar 1820 – 11. Februar 1820)

## Liste der Gouverneure und Beauftragten der Exekutive der Provinz Buenos Aires
Die Gouverneure von Buenos Aires vertraten die Vereinigten Provinzen des Río de la Plata (bis 1831) bzw. die Argentinische Konföderation (ab 1831), die als Staatenbund über keine Exekutive verfügten, außenpolitisch gegenüber anderen Staaten. De facto fungierten sie somit als Staatsoberhaupt, herrschten jedoch teilweise (vor allem Juan Manuel de Rosas) diktatorisch.
- Matías Irigoyen (11. Februar 1820 – 18. Februar 1820) (provisorisch)
- Manuel de Sarratea (18. Februar 1820 – 6. März 1820) (provisorisch)
- Juan Ramón González Balcarce (6. März 1820 – 11. März 1820) (provisorisch)
- Manuel de Sarratea (11. März 1820 – 2. Mai 1820)
- Ildefonso Ramos Mexía (2. Mai 1820 – 20. Juni 1820)
- Cabildo de Buenos Aires (20. Juni 1820 – 23. Juni 1820) (interim)
- Miguel Estanislao Soler (23. Juni 1820 – 29. Juni 1820) (provisorisch)
- Manuel Dorrego (29. Juni 1820 – 20. September 1820) (provisorisch)
- Martín Rodríguez (20. September 1820 – 2. April 1824)
- Juan Gregorio de Las Heras (2. April 1824 – 7. März 1826)

Zwischen 1826 und 1827 wurde aufgrund des Argentinisch-Brasilianischen Kriegs ein offizielles Präsidentenamt notwendig, das Bernardino Rivadavia einnahm. Bezeichnend für die gesamtstaatliche Bedeutung des Gouverneurs ruhte währenddessen das Gouverneursamt von Buenos Aires. Der Entwurf einer nationalen Verfassung wurde jedoch 1826 von den Provinzen abgelehnt, und Rivadavia musste 1827 zurücktreten, so dass sein Nachfolger Vicente López y Planes die Verfassung bereits wieder aufhob und Neuwahlen zum Gouverneur von Buenos Aires einberief.
- Manuel Dorrego (17. August 1827 – 1. Dezember 1828)
- Juan Lavalle (1. Dezember 1828 – 26. Juni 1829) (de facto)
- Juan José Viamonte (26. Juni 1826 – 6. Dezember 1829) (provisorisch)
- Juan Manuel de Rosas (6. Dezember 1829 – 17. Dezember 1832)
- Juan Ramón González Balcarce (17. Dezember 1832 – 4. November 1833)
- Juan José Viamonte (4. November 1833 – 27. Juni 1834)
- Manuel Vicente Maza (27. Juni 1834 – 7. März 1835) (interim)
- Juan Manuel de Rosas (7. März 1835 – 3. Februar 1852)
- Vicente López y Planes (3. Februar 1852 – 26. Juli 1852) (provisorisch)

## Liste der Gouverneure von Buenos Aires
Im Februar 1852 wurde Manuel de Rosas nach 17 Jahren Herrschaft ohne Verfassung vom langjährigen Gouverneur von Entre Ríos, Justo José de Urquiza in der Schlacht von Monte Caseros geschlagen, der im Gegensatz zu Rosas eine Verfassung und nationale Einheit für die stark auf Buenos Aires ausgerichteten Provinzen anstrebte. Daraufhin übernahm Vicente López y Planes provisorisch das Amt des Gouverneurs von Buenos Aires. Urquiza ließ sich nach seinem Triumph im Mai zum Provisorischen Direktor der Argentinischen Konföderation ernennen, so dass López y Planes der letzte Gouverneur mit Regierungsbefugnissen war. Bis September des Jahres übernahm Urquiza selbst den Posten in Buenos Aires, so dass er in Personalunion drei Ämter ausübte. Gegen sein Vorgehen regte sich jedoch Widerstand aus Buenos Aires, so dass es dort zur Sezession kam und auf Urquizas Anhänger José Miguel Galán Manuel Guillermo Pinto als Gouverneur eines unabhängigen Staates Buenos Aires folgte.
- Justo José de Urquiza (26. Juli 1852 – 4. September 1852) (provisorisch)
- José Miguel Galán (4. September 1852 – 11. September 1852) (provisorisch)

### Gouverneure des Staates Buenos Aires
- Manuel Guillermo Pinto (11. September 1852 – 31. Oktober 1852) (interim)
- Valentín Alsina (31. Oktober 1852 – 7. Dezember 1852)
- Manuel Guillermo Pinto (7. Dezember 1852 – 28. Juni 1853)
- Junta de Ministros (28. Juni 1853 – 24. Juli 1853)
- Pastor Obligado (24. Juli 1853 – 27. Mai 1854)
- Pastor Obligado (27. Mai 1854 – 21. Dezember 1858)
- Valentín Alsina (21. Dezember 1858 – 8. November 1859)
- Felipe Llavallol (8. November 1859 – 3. Mai 1860) (interim)
- Bartolomé Mitre (3. Mai 1860 – 12. Dezember 1861)

### Gouverneure der Provinz Buenos Aires
Nach einer Niederlage 1859 eigentlich in die Argentinische Konföderation wiedereingegliedert, schlug Gouverneur Mitre 1861 in einer erneuten Schlacht die Regierungstruppen, wobei General Urquiza sich in einem ausgeglichenen Kampf freiwillig zurückgezogen hatte unter der Bedingung, seine Provinz Entre Ríos, von einer neuen Zentralregierung ungestört, regieren zu können. Der amtierende Präsident Santiago Derqui konnte sich danach nicht mehr lange halten, und Mitre wurde Präsident der wiedervereinten Argentinischen Republik sowie gleichzeitig Provinzialgouverneur.
- Bartolomé Mitre (12. Dezember 1861 – 11. Oktober 1862)
- Vincente Canzón (11. Oktober 1862 – 15. Oktober 1862)
- Mariano Saavedra (15. Oktober 1862 – 3. Mai 1866)
- Adolfo Alsina (3. Mai 1866 – 10. Oktober 1868)
- Emilio Castro (10. Oktober 1868 – 3. Mai 1872)
- Mariano Acosta (3. Mai 1872 – 12. September 1874)
- Álvaro Barros (12. September 1874 – 1. Mai 1875)
- Carlos Casares (1. Mai 1875 – 1. Mai 1878)
- Carlos Tejedor (1. Mai 1878 – 1. Juli 1880)
- José María Moreno (1. Juli 1880 – 18. Juli 1880)
- José María Bustillo (18. Juli 1880 – 11. Oktober 1880)
- Juan José Romero (11. Oktober 1880 – 1. Mai 1881)
- Dardo Rocha (1. Mai 1881 – 1. Mai 1884)
- Carlos Alfredo D’Amico (1. Mai 1884 – 1. Mai 1887)
- Máximo Paz (1. Mai 1887 – 1. Mai 1890)
- Julio A. Costa (1. Mai 1890 – 7. August 1893)
- Guillermo Doll Vice Senado (7. August 1893 – 8. August 1893)
- Aristóbulo del Valle (8. August 1893 – 9. August 1893)
- Juan Carlos Belgrano (9. August 1983 – 18. August 1893)
- Eduardo Olivera (18. August 1893 – 21. September 1893)
- Lucio Vincente López (21. September 1893 – 1. Mai 1984)
- Guillermo Udaondo (1. Mai 1984 – 1. Mai 1898)
- Bernando de Irigoyen (1. Mai 1898 – 27. Dezember 1898)
- Alfredo Demarchi (27. Dezember 1898 – 1. Januar 1899)
- Bernando de Irigoyen (1. Januar 1899 – 1. Mai 1902)
- Marcelino Ugarte (1. Mai 1902 – 18. Februar 1904)
- Alfonso Saldías (18. Februar 1904 – 3. März 1904)
- Marcelino Ugarte (3. März 1904 – 23. Juli 1904)
- Aldolfo Saldías (23. Juli 1904 – 11. August 1904)
- Marcelino Ugarte (11. August 1904 – 24. Mai 1905)
- Adolfo Saldías (24. Mai 1905 – 11. Juli 1905)
- Marcelino Ugarte (11. Juli 1905 – 1. Mai 1906)
- Ignacio Darío Irigoyen (1. Mai 1906 – 1. Mai 1910)
- José Inocencio Arias (1. Mai 1910 – 12. September 1912)
- Ezequiel de La Serna (12. September 1912 – 15. März 1913)
- Eduardo Arana (15. März 1913 – 2. Juli 1913)
- Juan Manuel Ortiz de Rosas (2. Juli 1913 – 1. September 1913)
- Luis García (1. September 1913 – 1. Mai 1914)
- Marcelino Ugarte (1. Mai 1914 – 14. Oktober 1915)
- Vicente Peralta Alvear (14. Oktober 1915 – 9. November 1915)
- Marcelino Ugarte (9. November 1915 – 25. Januar 1916)
- Vicente Peralta Alvear (25. Januar 1916 – 13. Mai 1916)
- Marcelino Ugarte (13. Mai 1916 – 15. Januar 1917)
- Vicente Peralta Alvear (15. Januar 1917 – 4. April 1917)
- Marcelino Ugarte (4. April 1917 – 25. April 1917)
- José Luis Cantilo (25. April 1917 – 1. Mai 1918)
- José Camilo Crotto (1. Mai 1918 – 20. Mai 1921)
- Luis Monteverde (20. Mai 1921 – 1. Mai 1922)
- José Luis Cantilo (1. Mai 1922 – 1. Mai 1926)
- Valentín Vergara (1. Mai 1926 – 1. Mai 1930)
- Nereo Crovetto (1. Mai 1930 – 7. September 1930)
- José Giordano (7. September 1930 – 11. September 1930)
- Carlos Meyer Pellegrini (11. September 1930 – 31. Dezember 1930)
- Clodomino Zabalia (31. Dezember 1930 – 19. Januar 1931)
- Carlos Meyer Pellegrini (19. Januar 1931 – 4. Mai 1931)
- Mariano Vedia (4. Mai 1931 – 12. Mai 1931)
- Manuel Ramón Alvarado (12. Mai 1931 – 2. Oktober 1931)
- Raymundo Meabe (2. Oktober 1931 – 18. Februar 1932)
- Federico Martínez de Hoz (18. Februar 1932 – 15. März 1935)
- Raúl Diaz (15. März 1935 – 20. Januar 1936)
- Edgardo J. Miguez (20. Januar 1936 – 29. Januar 1936)
- Raul Diaz (29. Januar 1936 – 18. Februar 1936)
- Manuel Fresco (18. Februar 1936 – 7. März 1940)
- Luis A. Cassinelli (7. März 1940 – 13. März 1940)
- Octavio R. Amadeo (13. März 1940 – 27. Mai 1940)
- Carlos Herrera (27. Mai 1940 – 4. Juni 1940)
- Octavio R. Amadeo (4. Juni 1940 – 1. Februar 1941)
- Eduardo T. López (1. Februar 1941 – 10. Februar 1941)
- Eleazar Videla (10. Februar 3. September 1941)
- Enrique I. Rottjer (3. September 1941 – 13. September 1941)
- Dimas González (13. September 1941 – 7. Januar 1942)
- Rodolfo Moreno (7. Januar 1942 – 13. April 1943)
- Edgardo J. Miguez (13. April 1943 – 12. Juni 1943)
- Oscar Cazalas (12. Juni 1943 – 17. Juni 1943)
- Armando Verdaguer (17. Juni 1943 – 22. Dezember 1943)
- Faustino J. Legon (22. Dezember 1943 – 5. Januar 1944)
- Julio O. Orjea (5. Januar 1944 – 5. Mai 1944)
- Luis García Mata (5. Mai 1944 – 19. Juli 1944)
- Juan Carlos Sanguinetti (19. Juli 1944 – 27. Dezember 1944)
- Roberto M. Vanetta (27. Dezember 1944 – 12. Januar 1945)
- Juan Atilio Bramuglia (12. Januar 1945 – 19. September 1945)
- Ramón del Rio (19. September 1945 – 24. September 1945)
- Luis R. Longhi (24. September 1945 – 28. September 1945)
- Alberto H. Reales (28. September 1945 – 17. Oktober 1945)
- Francisco A. Sáenz (17. Oktober 1945 – 29. Oktober 1945)
- Ramón A. Albariño (29. Oktober 1945 – 22. Januar 1946)
- Juan Enrique Coronas (22. Januar 1946 – 24. Januar 1946)
- Francisco A. Sainz Kelly (24. Januar 1946 – 16. Mai 1946)
- Domingo Mercante (16. Mai 1946 – 4. Juni 1952)
- Carlos Aloé (4. Juni 1952 – 20. September 1955)
- Carlos A. Diaz (20. September 1955 – 25. September 1955)
- Arturo Ossorio Arana (25. September 1955 – 10. November 1955)
- Juan María Mathet (10. November 1955 – 15. November 1955)
- Emilio A. Bonnecarrere (15. November 1955 – 2. Mai 1958)
- Oscar Alende (2. Mai 1958 – 20. März 1962)
- Jorge Bermúdez Emparanza (20. März 1962 – 13. April 1962)
- Roberto Etchepareborda (13. April 1962 – 8. Juni 1962)
- Ceferino Merbilhaa (8. Juni 1962 – 24. Oktober 1962)
- Félix Trigo Viera (24. Oktober 1962 – 24. April 1963)
- Francisco A. Imaz (24. April 1963 – 12. Oktober 1963)
- Anselmo Marini (12. Oktober 1963 – 28. Juni 1966)
- Jorge F. Von Stecher (28. Juni 1966 – 5. Juli 1966)
- Francisco A. Imaz (5. Juli 1966 – 16. Juni 1969) (de facto)
- Saturnino Llorente (16. Juni 1969 – 10. Juni 1970)
- Horacio Rivera (10. Juni 1970 – 8. September 1971) (de facto)
- Miguel Moragues (8. September 1971 – 25. Mai 1973) (de facto)
- Oscar Bidegain (25. Mai 1973 – 24. Januar 1974)
- Victorio Calabro (24. Januar 1974 – 24. März 1976)
- Adolfo Sigwald (24. März 1976 – 8. April 1976)
- Ibérico Manuel Saint Jean (8. April 1976 – 26. März 1981) (de facto)
- Oscar Gallino (29. März 1981 – 14. Januar 1982)
- Jorge Aguado (14. Januar 1982 – 11. Dezember 1983) (de facto)
- Alejandro Armendáriz (11. Dezember 1983 – 11. Dezember 1987)
- Antonio Cafiero (11. Dezember 1987 – 11. Dezember 1991)
- Eduardo Duhalde (11. Dezember 1991 – 11. Dezember 1995)
- Eduardo Duhalde (11. Dezember 1995 – 10. Dezember 1999)
- Carlos Ruckauf (10. Dezember 1999 – 3. Januar 2002)
- Felipe Solá (3. Januar 2002 – 10. Dezember 2003)
- Felipe Solá (10. Dezember 2003 – 10. Dezember 2007)
- Daniel Scioli (10. Dezember 2007 – 10. Dezember 2015)
- María Eugenia Vidal (10. Dezember 2015 – 11. Dezember 2019)
- Axel Kicillof (seit 11. Dezember 2019)